# 圣安东尼奥-杜雅辛图
圣安东尼奥-杜雅辛图是巴西米纳斯吉拉斯州的一个市镇。总面积497平方公里，总人口12182人，人口密度24.5人/平方公里。